# 徐偉賢
徐偉賢（Peco Chui，1978年9月13日—），香港男歌手、作曲人、填詞人、編曲人、音樂監製，亦是一名基督徒。

## 簡歷
徐偉賢在中二開始學習鋼琴，三年後（1994年）即考獲八級鋼琴証書。於大埔三育中學中五畢業後考進了香港演藝學院。2000年，徐偉賢考獲香港演藝學院深造文憑。2004年，徐偉賢成為創作歌手，推出大碟《演奏給……》。
徐偉賢曾為多位著名歌手作曲及填詞，作品包括陳奕迅的《歲月如歌》和《想哭》、何韻詩的《願我可以學會放低你》、鄭秀文的《每天愛你少一些》、吳浩康的《38廿四》、謝安琪的《活著》、關心妍的《亂了情人》等。後來成為好友王祖藍的御用琴師。近年開始嘗試編曲和歌曲監製之工作，包辦作曲、填詞、編曲、監製的作品有龔柯允的《原來·未忘》。 

## 音樂作品

### 2004年
- 《演奏給……》

1. Piano Intro
2. My Bon-Nie
3. 演奏給…
4. 柴可夫
5. 宿一宵
6. 主打歌 （每天愛你少一些Demo Version）
7. 大想頭
8. ...ing
9. 心呼吸
10. 一朝了
11. 空肩膊（兄妹/歲月如歌 Original Demo Version）

### 2007年
- 《敘事曲 Balladeer》（2CD）

CD1: Vocal Section
1. 幸福草 （何韻詩: 願我可以學會放低你）
2. 留給天國的風鈴 （楊千嬅: 超齡）
3. 獻愛 （陳奕迅: 天公地道）
4. 一光年 （5566: 一光年）
5. 宿一宵
6. 不懂愛才會渴望愛 （陳奕迅: 想哭）
7. 誰是我的未來 （黃響: 誰是我的未來）
8. 三拍子 （Shine: 伊利沙伯太遲來）
9. 我習慣你 （F4 周渝民: 我呼吸你）
10. True Man Show （劉浩龍: 緋聞男友）

CD2: Piano Solo Section
1. 天公地道
2. 願我可以學會放低你
3. 超齡
4. 兄妹/ 歲月如歌
5. 伊利沙伯太遲來
6. My Bon-Nie
7. 柴可夫
8. 緋聞男友
9. 每天愛你少一些
10. 我還愛你

### 2009年
- 《Never Say Never》

1. Turn Your Eyes （Piano Intro）
2. 十架的冠冕
3. Never Say Never （Nick Vujicic 佈道會主題曲）
4. 理想國
5. 你是我的歌
6. 旨意 （Featuring 何基佑）
7. 這是什麼的道理
8. “童”行 （安利陽光兒童成長計劃）
9. 愛世代（國）
10. 無限恩典（國）
11. All The Good And Bad I Give To You
12. Turn Your Eyes Upon Jesus

### 2012年
- 《The Psalms Of Music》

1. 詩篇1篇 – 不從惡人的訂謀
2. 詩篇3篇 – 耶和華啊，我的敵人何其加增
3. 詩篇4篇 – 顯我為義的神啊
4. 詩篇5篇 – 耶和華啊，求你留心聽我的言語
5. 詩篇8篇 – 耶和華我們的啊
6. 詩篇13篇 – 耶和華啊，你忘記我要到幾時呢
7. 詩篇14篇 – 愚頑人心裏說
8. 詩篇20篇 – 願耶和華在你遭難的日子應允你
9. 詩篇23篇 – 耶和華是我的牧者

- 《天使盼盼》（音樂劇CD及小說）

1. 生之盼
2. 蛻變孤單
3. 我最美麗
4. 心裡看見美麗
5. 天天天使
6. 天天天使 （Karaoke Version）

### 單曲
- 2007年：男（廣播劇《男人的眼淚》主題曲）
- 2007年：等你
- 2011年：快樂之本
- 2013年：精英路
- 2014年：想飛（國）
- 2014年：有時
- 2014年：手足
- 2014年：連於祢
- 2021年：煙雨淒迷（音樂永續作品，翻唱陳百強歌曲）
- 2021年：我愛白雲（音樂永續作品，翻唱陳百強歌曲）

## 歌曲創作列表

### 2002年
- 關心妍 - 亂了情人（曲、詞）
- 陳奕迅 - 想哭（國）（曲）
- 吳建豪 - 因為太愛你（國）（曲）
- 5566 - 一光年（國）（曲）
- Shine - 伊利莎伯太遲來（曲）
- 李克勤 - 信心保證（曲）
- 可米小子 - 我忍住哭（國）（曲）

### 2003年
- 陳奕迅 - 兄妹（國）（曲）
- 陳奕迅 - 歲月如歌（曲）
- 梁詠琪 - 愛，斷了線（國）（曲）
- 吳浩康 - 38廿四（曲）
- Double.R Feat. 許志安 - 安哥之歌（曲）
- 梁奕倫 - 天不怕地不怕（曲、詞）
- 鄭秀文 - 美麗的誤會（曲）
- 鄭秀文 - 每天愛你少一些（曲）
- 蕭正楠 - 逃避是我最善長（曲）
- 蕭正楠 - 問題情人（曲、詞）

### 2004年
- 徐偉賢 - My Bon-Nie（曲、詞、監）
- 徐偉賢 - 演奏給（曲、詞、監）
- 徐偉賢 - 柴可夫（曲、詞、編、監）
- 徐偉賢 - 宿一宵（曲、詞、編、監）
- 徐偉賢 - 主打歌（曲、詞、編、監）
- 徐偉賢 - 大想頭（曲、詞、編、監）
- 徐偉賢 - ...ing（曲、詞、編、監）
- 徐偉賢 - 心呼吸（曲、詞、編、監）
- 徐偉賢 - 一朝了（曲、詞、編、監）
- 徐偉賢 - 空肩膀（曲、編、監）
- 董敏莉 - 飲食男女（曲）
- 劉浩龍 - 緋聞男友（曲）
- 周渝民 - 我呼吸你（國）（曲）
- 黃馨 - 誰是我的未來（國）（曲、詞）
- 蕭正楠 - 空城（國）（曲）

### 2005年
- 楊千嬅 - 超齡（曲）

### 2006年
- 陳奕迅 - 天公地道（曲）
- 陳紀匡 - 一個傻瓜（曲）
- 何韻詩 - 願我可以學會放低你（曲）
- 何韻詩 - 忘了你是你（國）（曲）

### 2007年
- 羅志祥 - 最後的風度（國）（曲）
- 周蕙 - 最愛（國）（曲）
- 徐偉賢 - 當你走到無力（編、監）
- 徐偉賢 - 幸福草（曲、詞、編、監）
- 徐偉賢 - 留給天國的風鈴（曲、詞、編、監）
- 徐偉賢 - 獻愛（曲、詞、編、監）
- 徐偉賢 - 一光年（曲、詞、編、監）
- 徐偉賢 - 宿一宵（曲、詞、編、監）
- 徐偉賢 - 不懂愛才會渴望愛（曲、詞、編、監）
- 徐偉賢 - 誰是我的未來（曲、詞、監）
- 徐偉賢 - 三拍子（曲、詞、編、監）
- 徐偉賢 - 我習慣你（曲、詞、編、監）
- 徐偉賢 - True Man Show（曲、詞、編、監）
- 徐偉賢 - 男（曲、詞、編、監）
- 徐偉賢 - 等你（曲、詞）
- 徐偉賢 - 愛、錯過（曲、詞、監）

### 2008年
- 周筆暢 - 貓的冒險（國）（曲）

### 2009年
- 徐偉賢 - Never Say Never（曲、詞）
- 徐偉賢 - 理想國（曲、詞）
- 徐偉賢、何基佑 - 旨意（曲、監）
- 徐偉賢 - 這是什麼的道理（監）
- 徐偉賢 - "童行"（曲、詞、監）
- 徐偉賢 - 愛世代（曲、詞、監）
- 徐偉賢 - 無限恩典（國）（曲、詞、編、監）
- 徐偉賢 - All the good and bad I give to you（曲、詞、編、監）
- 徐偉賢 - Turn your eyes upon Jesus（編、監）
- 鄭秀文 - 你愛我（詞）
- 謝安琪 - 活著（曲）
- 謝安琪 - 雨過天陰（曲）
- 胡杏兒 - 靈魂伴侶（曲）
- 胡杏兒 - 尋愛（國）（曲）

### 2010年
- 劉德華 - 荊喜（曲、詞）
- 徐偉賢 - 家（曲、詞、編、監）

### 2011年
- 徐偉賢 - 快樂之本（曲、詞、監）
- 房祖名 - 我還愛你（曲、詞）

### 2012年
- 徐偉賢、陳恩碩 - 蛻變孤單（曲、詞、監）
- 徐偉賢、梁皓筠 - 愛是什麼（曲、詞、編、監）
- 徐偉賢 - 天天天使（曲、詞、監）

### 2013年
- 陳明恩 - 底線（曲、詞）
- 彭紀諺 - 歌者之歌（曲、詞）
- 徐偉賢 - 想飛（國）（曲、詞）

### 2014年
- 張致恆 - 新Boy（曲、詞）
- 徐偉賢 - 手足（曲、詞、監）

### 2015年
- 徐偉賢 - 孩子，不再飄泊（曲、詞）
- 周柏豪 - 相安無事（曲）
- 王梓軒feat.陳奐仁 - 點止冰冰（監）

### 2020年
- 徐偉賢 - 一首關於你的歌（曲、詞、編、監）
- 龔柯允 - 原來·未忘（曲、詞、編、監）
- 徐偉賢 - 圍牆下的愛（詞、編、監）

### 2021年
- 龔柯允 - Forget and forgive?（曲、詞、編、監）
- 李璧琦 - 記憶的碎片（曲、詞、編、監）[4]
- 徐偉賢 - I'm not perfect（曲、詞、編、監）
- 龔柯允 - 心房（曲、詞、編、監）
- 龔柯允 - 一轉眼（曲、詞、編、監）
- 陳永文、林以諾、潘永成、徐偉賢 - 壯舉Go Go Go（曲、詞、編、監）
- 李璧琦、龔柯允 - Sing it out（曲、詞、編、監）
- 彭家麗 - 醜怪（曲、詞）

### 2022年
- 許廷鏗 - 旁聽他人的秘密（曲）
- 雲浩影 - 願望之翼（曲）

## 派台歌曲成績
| 派台歌曲成績 | 派台歌曲成績   | 派台歌曲成績 | 派台歌曲成績 | 派台歌曲成績 | 派台歌曲成績 | 派台歌曲成績           |
| ------------ | -------------- | ------------ | ------------ | ------------ | ------------ | ---------------------- |
| 唱片         | 歌曲           | 903          | RTHK         | 997          | TVB          | 備註                   |
| 2004年       |                |              |              |              |              |                        |
| 演奏給……     | 演奏給……       | -            | 3            | -            | 9            |                        |
| 演奏給……     | My Bon-Nie     | 16           | 7            | -            | -            |                        |
| 演奏給……     | 柴可夫         | -            | -            | 13           | -            |                        |
| 2014年       |                |              |              |              |              |                        |
|              | 手足           | -            | -            | -            | -            | 新城勁爆勵志‧兒歌榜：1 |
| 2015年       |                |              |              |              |              |                        |
|              | 孩子，不再飄泊 | -            | -            | -            | -            |                        |

| 各台冠軍歌總數 | 各台冠軍歌總數 | 各台冠軍歌總數 | 各台冠軍歌總數 | 各台冠軍歌總數    |
| -------------- | -------------- | -------------- | -------------- | ----------------- |
| 903            | RTHK           | 997            | TVB            | 備註              |
| 0              | 0              | 0              | 0              | 四台冠軍歌總數：0 |

（*）表示上榜中
粗體表示冠軍歌

## 獎項
- 2004年勁歌金曲優秀選第二回

新星試打三屆台主 - 《演奏給》

## 外部連結
- 個人主頁：peco studio 賢樂館 （页面存档备份，存于）
- 鄧子俊，(2004)，徐偉賢《演奏給》每一位演奏者[永久]，明報《談天說道》04年第40期。
- 生命天使教育中心：基督教香港信義會社會服務部：「熱愛」唱作人徐偉賢最新消息
- 加拿大新時代電視節目《熒幕八爪娛》訪問徐偉賢[永久]